# Randy Oglesby
Randy Oglesby é um ator estadunidense, conhecido por seu papel como Degra em Star Trek: Enterprise.